# Élections municipales françaises de 1904
Les élections municipales se déroulent en France les 1er et 8 mai 1904.